# Comuna de Saint Pierre

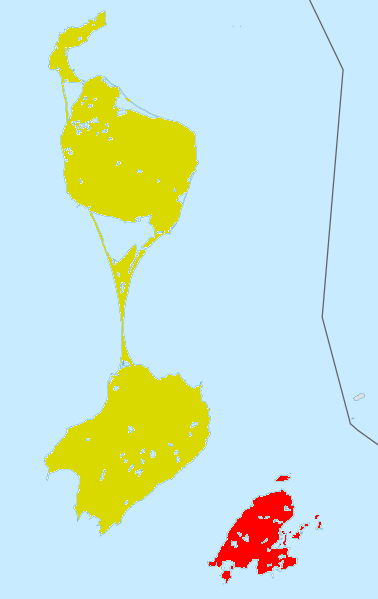
Mapa que detalla la ubicación de la comunda de Saint Pierre en rojo.

Saint-Pierre es la más poblada de las dos comunas que componen Saint Pierre y Miquelón.

## Geografía
La comuna de Saint-Pierre está formado por la isla de Saint-Pierre y varias islas cercanas más pequeñas. A pesar de que contiene cerca del 90 % de los habitantes de Saint Pierre y Miquelón, la comuna de Saint-Pierre es considerablemente menor que la comuna de Miquelón-Langlade, que se encuentra al noroeste.
El asentamiento principal y sede comunal se encuentra en el lado norte de un puerto llamado Barachois, con vistas al océano Atlántico, en la costa este de la isla de Saint-Pierre. La boca de la bahía está protegida por una pequeña cadena de islas. Posee veinticinco kilómetros cuadrados de superficie.

## Demografía
La población de San Pedro en el censo de 2006 era 5.509 personas, muchos de los cuales son del grupo étnico vasco, bretón, normando o de Acadia. La densidad poblacional es de 220 habitantes por kilómetro cuadrado.